# Esport de pilota

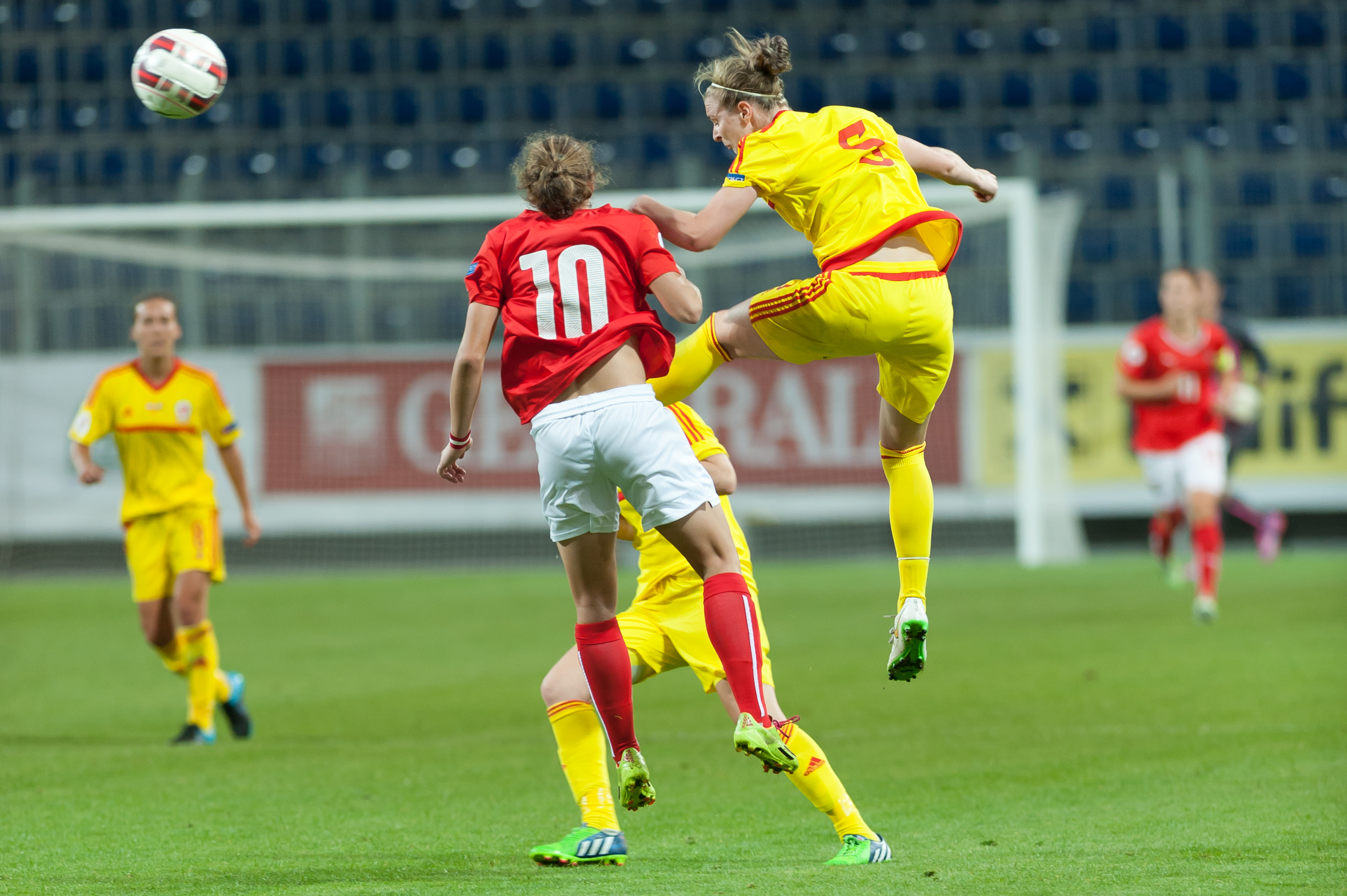
Esport de pilota (futbol)

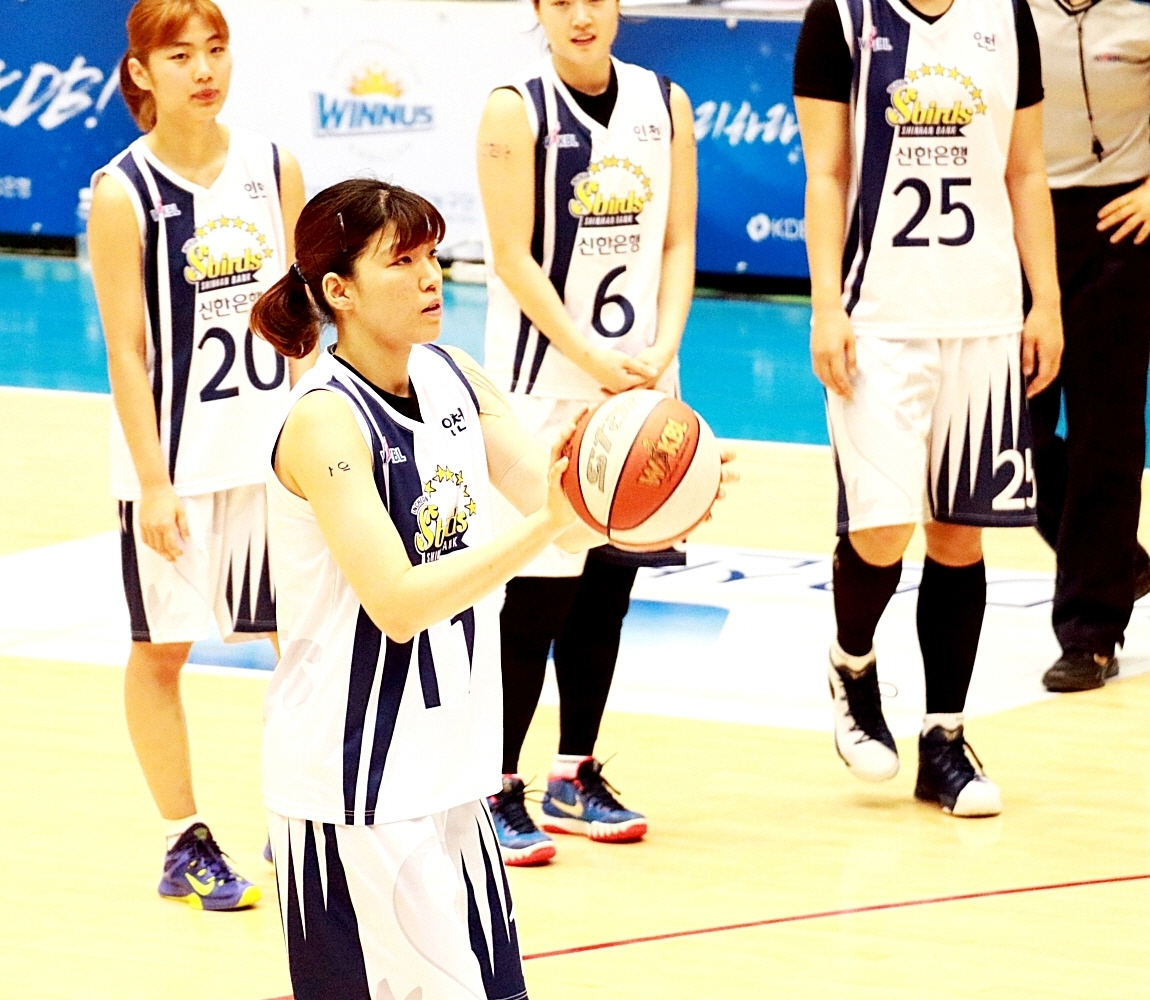
Basquetbol

Un esport de pilota és un esport caracteritzat pel fet que es juga amb una pilota.

## Classificacions
Hi ha molts esports que d'alguna manera o altra inclouen la utilització d'una pilota o objecte similar.
Aquests esports els podem agrupar segon diversos criteris:
- Segons l'objectiu del joc:
  - Esports de batejar la pilota, com el criquet o el beisbol.
  - Esports de dos porteries o gols, com ara el basquetbol, el futbol o l'hoquei.
  - Esports de volejar la pilota superant una xarxa, com el voleibol o el tennis.
  - Esports d'aproximar-se a un objectiu, com ara les bitlles o la petanca.

- Segons el tipus de pilota:
  - Esports de pilotes ovalades, com el rugbi o el futbol americà.
  - Esports de pilotes grans (rodones), com el futbol o el basquetbol.
  - Esports de pilotes petites (rodones), com el golf o el tennis.

## Esports de pilota
Alguns dels principals esports de pilota d'arreu del món són:
- Beisbol[1]
- Basquetbol[2]
- Billar (inclòs l'snooker i altres variants)
  - Gaspard Gustave de Coriolis escrigué una obra sobre sobre els aspectes físics del billar.[3]
- Botxes[4]
- Bitlles (inclòs el bowling, bowls i altres variants)[5][6]
  - Segons una llegenda Francis Drake estava jugant a les bitlles quan fou avisat de l’arribada de l'Armada Invencible.

| «                | ... there's plenty of time to win this game and to trash the Spaniards too... | » |
| — Francis Drake. |                                                                               |   |

- Caiac polo[8]
- Corfbol[9]
- Criquet[10]
- Croquet[11]
- Esquaix[12]
- Futbol:
  - Futbol americà
  - Futbol associació
  - Futbol australià
  - Futbol gaèlic[13]
  - Futbol sala
  - Rugbi
- Golf[14][15]
- Handbol[16]
- Hoquei:
  - Hoquei sobre herba
  - Hoquei sobre gel (tot i que en aquest esport no s'usa una pilota pròpiament dita sinó un disc)
  - Hoquei sobre patins
- Hurling[17][18]
- Jorkyball[19]
- Lacrosse[20][21]
- Motoball[22]
- Netball[23]
- Pàdel[24]
- Padbol[25]
- Pilota:

- - Joc de pilota mesoamericà[26]
  - Joc internacional
  - Pilota basca
  - Pilota valenciana
- Petanca[27]
- Pitch and Putt[28]
- Polo

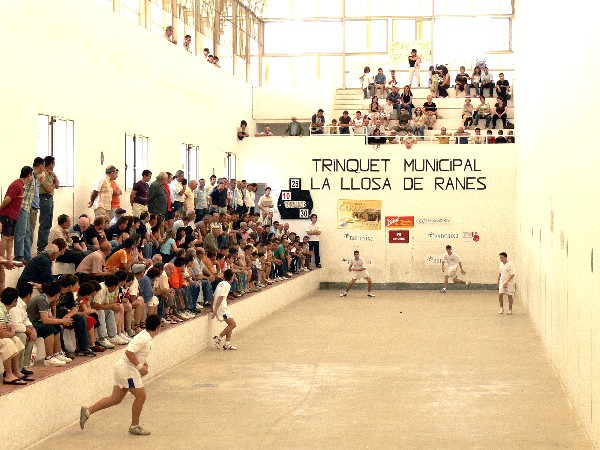
Pilota valenciana

  - Les pilotes del polo d’exterior són massisses, de plàstic o de fusta (de 7,6-8,9 cm de diàmetre; entre 99-130 g). Les pilotes de polo indoor són inflables , d’unes 6 polzades de diàmetre.[29]
  - Antigament les pilotes de polo eren d'arrel de bambú o de fusta de salze. Més concretament de l'arrel.[30][31]
- Raquetbol[32]
- Shinty[33]
  - Les pilotes han evolucionat des dels inicis fins a l'actualitat.[34]
- Softbol
- Tchoukball
- Tennis
- Tennis taula
- Voleibol
- Voleibol platja
- Waterpolo[35]

## Documentació en els Països Catalans
- 1539. Joan Lluís Vives i March publicà els seus Diàlegs a Paris. Detallant alguns aspectes dels jocs de pilota.[36]
- 1568.[37]
- 1576.[38]
- 1589.[39]
- 1656.[40]
- 1866.[41]
- 1883.[42]
- 1892.[43]